# Listă de senatori români
Această listă descrie componența Senatului României în toate legislaturile de după anul 1989, în funcție de județul în care au candidat.
- Legislatura  1990-1992 (Senat)
- Legislatura 1992-1996 (Senat)
- Legislatura 1996-2000 (Senat)
- Legislatura 2000-2004 (Senat)
- Legislatura 2004-2008 (Senat)
- Legislatura 2008-2012 (Senat)
- Legislatura 2012-2016 (Senat)
- Legislatura 2016-2020 (Senat)
- Legislatura 2020-2024 (Senat)
- Legislatura 2024-2028 (Senat)